# Рогозубоподібні
Рогозубоподібні (Ceratodontiformes) — ряд дводишних риб класу лопатеперих (Sarcopterygii). Об'єднує три сучасні та ряд викопних родин:
- Родина †Arganodontidae
- Родина †Asiatoceratodontidae
- Родина †Ceratodontidae
- Родина †Gnathorhizidae
- Родина Лусковикові (Lepidosirenidae)
- Родина Рогозубові (Neoceratodontidae)
- Родина Протоптерові (Protopteridae)
- Родина †Ptychoceratodontidae

Всі сучасні представники ряду — прісноводні риби.
Південноамериканські лусковикові та африканські протоптерові утворюють окрему кладу (підряд), сестринську до третьої сучасної підродини — австралійських рогозубових.
До числа викопних видів належать зокрема цератоди (родина Ceratodontidae).
Австралійський рогозуб (Neoceratodus forsteri) — єдиний представник родини Neoceratodontidae. Має великі луски, грудні та черевні плавці товсті, з численними променями.
Південноамериканський лусковик (Lepidosiren paradoxa) також утворює окрему родину (Lepidosirenidae). Він став першою відомою сучасною дводишною рибою, яка отримала науковий опис ще в 1837 році. Має сильно видовжене тіло, грудні та черевні плавці ниткоподібні, без променів, луски дрібні. Плавальний міхур («легені») парний, мальки народжуються із зовнішніми зябрами. Мають 5 зябрових дуг і 4 зяброві щілини. Дорослі риби в сухий сезон впадають у сплячку.
До родини протоптерових належить один рід Protopterus з чотирма видами. Ці африканські дводишні мають помірно видовжене тіло, максимальна довжина становить близько 2 м (Protopterus aethiopicus). 6 зябрових дуг, 5 зябрових щілин.